# برین تارث
برین تارث (انگلیسی: Brienne of Tarth) یک شخصیت خیالی در مجموعه داستان‌های خیالی-حماسی ترانه یخ و آتش اثر نویسندهٔ آمریکایی جرج آر. آر. مارتین و اقتباس تلویزیونی آن بازی تاج‌وتخت است.
او یکی از راویان برجستهٔ رمان ضیافتی برای کلاغ‌ها (۲۰۰۵) و یکی از شخصیت‌های اصلی اقتباس تلویزیونی آن است. این کاراکتر نخستین بار در رمان نبرد پادشاهان (۱۹۹۸) معرفی شد.
برین زنی ست که به خاطر ظاهر متفاوت و اندام درشتش گاهی تحقیر و مسخره میشود اما شمشیرزنی بسیار ماهر و شجاع و وفادار است.
نقش این شخصیت خیالی را در مجموعهٔ تلویزیونی بازی تاج‌وتخت که محصول اچ‌بی‌او است، بازیگر گوئندولین کریستی ایفا می‌کند که از فصل دوم سریال به صحنه آمد و پس از چندین نقش دوره‌ای و گاه‌به‌گاه، سرانجام از فصل چهارم، یکی از شخصیت‌های اصلی سریال شد. وی بابت ایفای این نقش در فصل سوم سریال، نامزد دریافت جایزه ساترن بهترین بازیگر نقش مکمل زن و ۲ جایزه انجمن بازیگران فیلم شد.